# Ferneiella incompleta
Ferneiella incompleta är en tvåvingeart som först beskrevs av George Henry Verrall 1886.  Ferneiella incompleta ingår i släktet Ferneiella och familjen dyngmyggor. Inga underarter finns listade i Catalogue of Life.